# Kärntner Caritasverband
Der Kärntner Caritasverband ist eine soziale Hilfsorganisation der römisch-katholischen Kirche im österreichischen Bundesland Kärnten und Teil von Caritas Österreich. Sie ist eine eigenständige Institution und untersteht dem Bischof der Diözese Gurk-Klagenfurt.

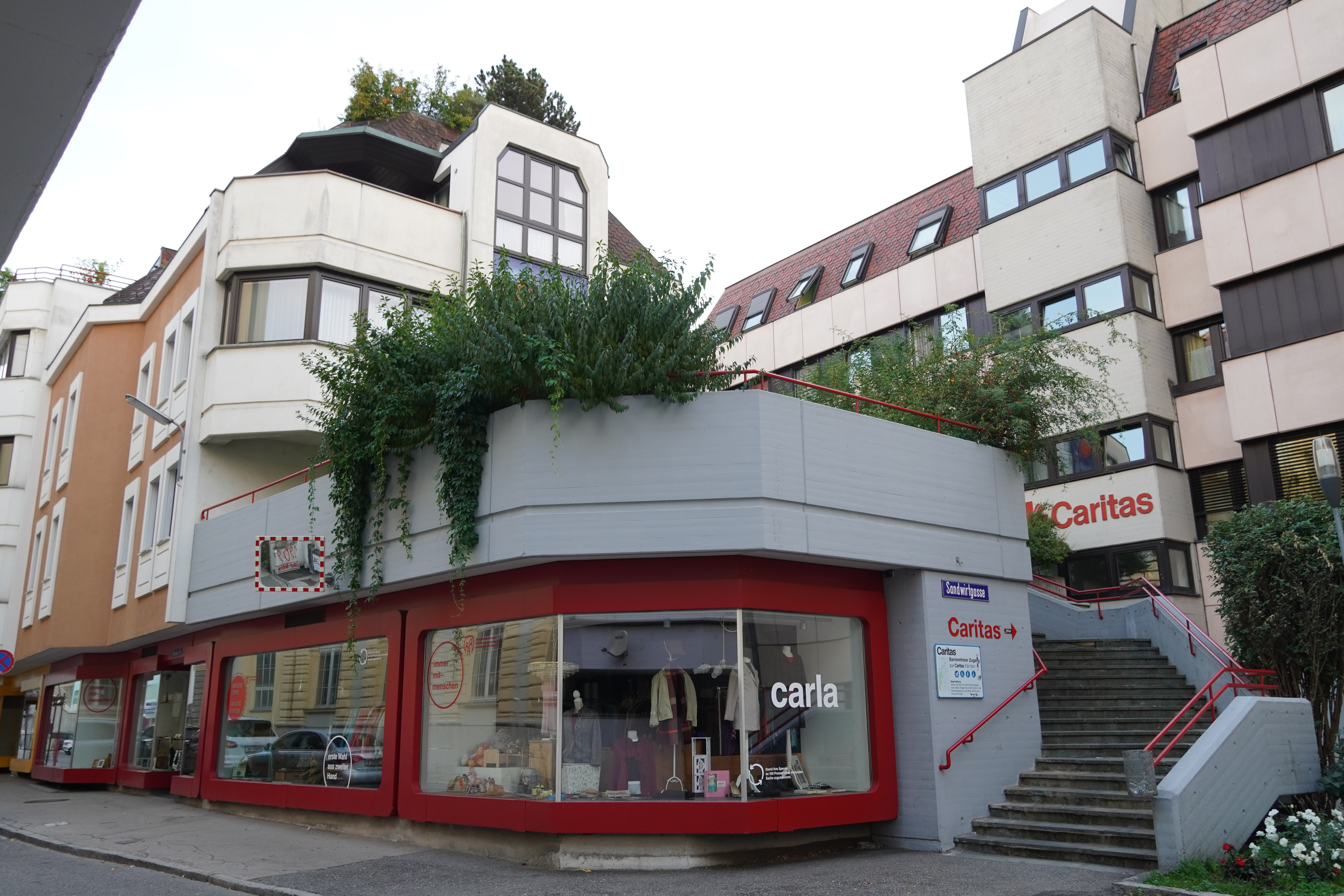
Kärntner Caritas Klagenfurt, Sandwirtgasse 2, Ecke Adolf Kolpinggasse

## Organisation
Der Kärntner Caritasverband gliedert sich in neun Bereiche:
- Menschen in Not
- Beschäftigung und Betriebe
- Menschen in Krisen
- Mobile Betreuung und Pflege
- Stationäre Betreuung und Pflege
- Menschen mit Behinderung
- Kinder und Jugend
- Schulbildung
- Auslandshilfe[2]

Direktor des Kärntner Caritasverbandes war zuletzt bis Dezember 2019 Josef Marketz, kaufmännische Geschäftsführerin ist Marion Fercher. Neben der Zentrale in Klagenfurt gibt es Außenstellen in Villach, St. Veit, Spittal, Wolfsberg, Friesach, Bad Eisenkappel, Maria Elend, St. Andrä/Lav., Feldkirchen, Eberstein, Obervellach, Globasnitz und Althofen. Insgesamt sind 962 Caritas-Mitarbeiter im Einsatz.

## Aufgaben

### Soziale und finanzielle Notlagen
Im Bereich „Soziale und finanzielle Notlagen“ gibt es zwei Schwerpunkte: 
- Beratung: Sozialarbeiter bieten kostenlose, vertrauliche Beratungsgespräche an. Wenn die eigenen Möglichkeiten (Verdienst, wirtschaftlicheres Haushalten etc.) ausgeschöpft sind, werden staatliche Ansprüche besprochen (Arbeitslosengeld, Notstandshilfe). Frauen, die Opfer von Menschenhandel oder Zwangsprostitution wurden, erhalten auch Schutz und die notwendige Unterstützung.
- Direkte Hilfe: In Zusammenarbeit mit der Vinzenzgemeinschaft in Kärnten und dem Verein „share“ werden Lebensmittel ausgegeben. Der Caritas-Laden „carla“ bietet Bekleidung, Haushaltswaren, Bücher,  an.[5] In Notsituationen wird auch finanzielle Unterstützung gewährt.[6]

### Beratung und Psychotherapie für Menschen in Krisen
Einzelpersonen, Paare oder Familien werden bei Partnerschaftsproblemen, Trennung, Rechtsfragen kostenlos beraten. Ebenfalls kostenlos ist die Suchtgiftberatung. Diese versucht, die Hintergründe des Suchtverhaltens zu erkennen und weist auf ambulante und staatliche Behandlungsmöglichkeiten hin.
Rund um die Uhr ist der Telefon-Notruf 142 erreichbar. Ebenso anonym ist die Onlineberatung der Telefonseelsorge.

### Obdach und Wohnen
Für Menschen, die ihre Wohnung verloren haben, stehen in Klagenfurt ein Haus mit 51 Wohnungen in der Größe von 21 m² und vier Doppelwohnungen mit 42 m² zur Verfügung. In Althofen und Friesach gibt es 4 Häuser für insgesamt 48 Personen in vollzeitbetreuten Wohngemeinschaften. Die Tagesstätte „Eggerheim“ bietet Wohnungslosen täglich Verpflegung, Kleidung, sanitäre Anlagen sowie eine Waschmaschine.

### Arbeit und Beschäftigung
magdas LOKAL in Klagenfurt, Stauderplatz 1, ist seit 2016 ein Ausbildungslokal, das anerkannten Flüchtlingen und Menschen mit Migrationshintergrund eine Chance auf Integration und Ausbildung bietet.
In Kooperation mit SPAR wird in der Tirolerstraße in Villach ein SPAR-Supermarkt betrieben. Hier erhalten Menschen über 50 und Langzeitarbeitslose eine befristete Beschäftigung. Ziel ist es, diese wieder in den regulären Arbeitsmarkt zu integrieren.

### Asyl, Integration und Migration
Für Flüchtlingsfamilien bietet der Kärntner Caritasverband Betreuung in eigenen und externen Quartieren. Daneben werden kostenlose Deutsch-Integrationskurse angeboten, wo freiwillige Lehrer besonderes Augenmerk auf die Verbesserung der Konversationsfähigkeiten legen. In Klagenfurt, Villach, Wolfsberg und St. Gertraud gibt es außerdem Lerncafés, wo Schüler mit Migrationshintergrund gratis Nachhilfe bekommen.

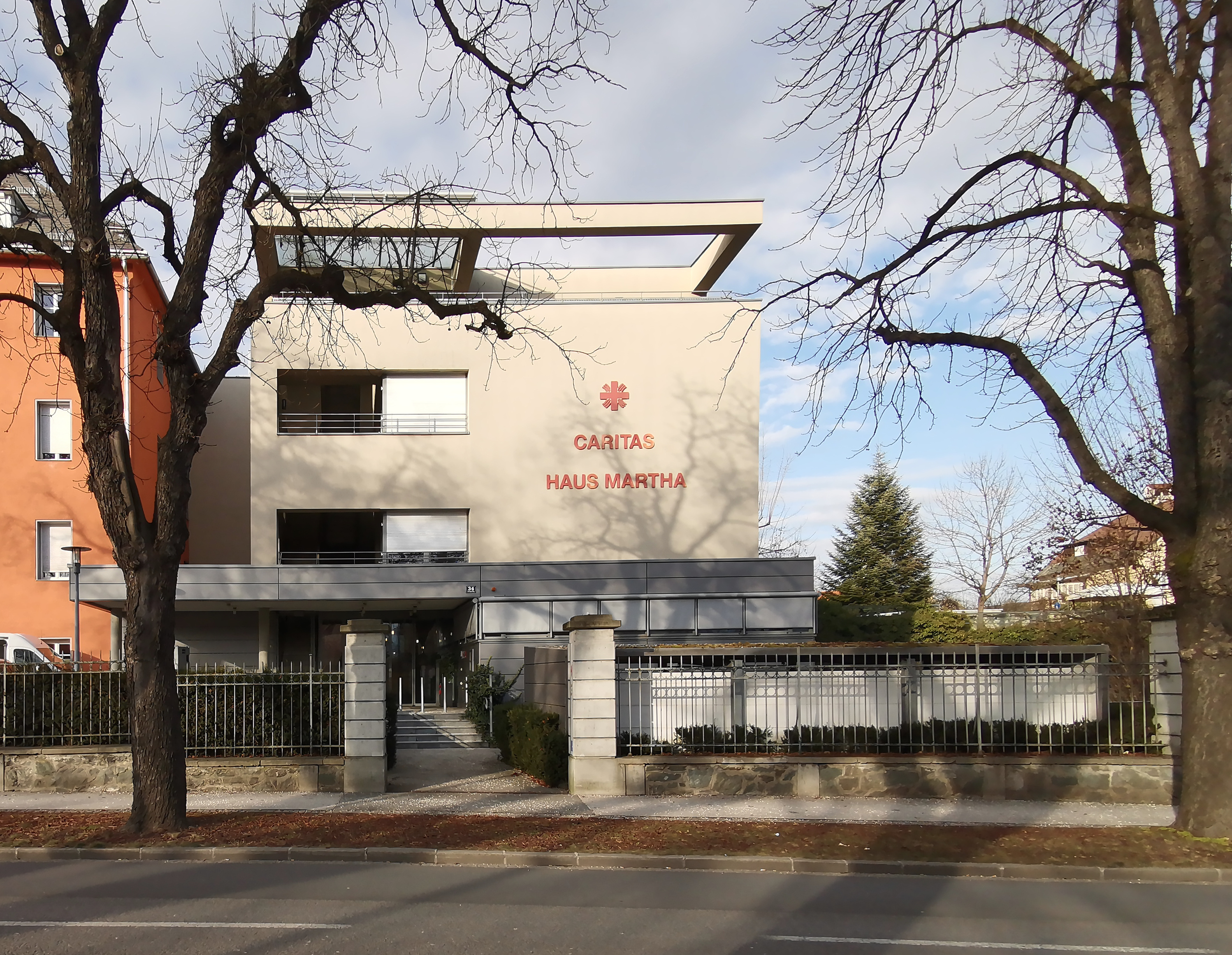
Caritas Pflegeheim „Haus Martha“ in Klagenfurt

### Betreuung und Pflege
908 Mitarbeiter unterstützen Familien bei der Betreuung und Pflege von Angehörigen:
- Mobiler Besuchsdienst: Vermittlung von Freiwilligen, die Abwechslung in den Alltag von alleinstehenden alten Menschen bringen.
- Pflege Zuhause: Pflegehelfer und diplomiertes Gesundheitspersonal unterstützen pflegende Angehörige, damit ältere Menschen so lange wie möglich zu Hause leben können.
- 24-Stunden-Betreuung: Für Menschen mit hohem Betreuungsaufwand werden geeignete Betreuungspersonen vermittelt sowie die Angehörigen beim Erstbesuch unterstützt und regelmäßig Qualitätsvisiten durch diplomierte Pflegekräfte durchgeführt.
- Pflegeheim: Wenn ein Leben zu Hause nicht mehr möglich ist, bietet der Kärntner Caritasverband in neun Altenwohn- und Pflegeheimen professionelle Pflege an.[14]
- Mobile Hospizbegleitung: Freiwillige, die eine einschlägige Ausbildung absolviert haben, arbeiten in der Sterbebegleitung, sowohl zuhause als auch im Pflegeheim und im Krankenhaus.[15]

### Menschen mit Behinderung
Menschen mit Behinderung finden in vier Werkstätten in Althofen, Friesach und Globasnitz/Globasnica einen Arbeitsplatz. Je nach Standort gibt es Tischlerei, Tonwerkstatt, Wäscherei, Gärtnerei, Nähwerkstatt, Kunst- und Kreativwerkstatt, Teppichweberei, bzw. werden Montagen, Sortierarbeiten und Kuvertierungen übernommen. 
Die vier Häuser für vollzeitbetreutes Wohnen in Althofen und Friesach stehen auch Menschen mit Behinderung offen.

## Finanzierung
Die Einnahmen setzen sich größtenteils aus Entgelten für Dienstleistungen (über 80 %) sowie Spenden (8 %) zusammen. Im Jahr 2020 betrug das Gesamtbudget 49.455.052,- Euro.
Die Ausgaben nach Leistungsbereichen sind:
| Leistungsbereich                                       | Euro       |
| ------------------------------------------------------ | ---------- |
| Menschen in Not                                        | 2.714.045  |
| Asyl, Integration und Migration                        | 182.530    |
| Familienorientierte Arbeit                             | 679.401    |
| Kinder und Jugend                                      | 7.403.813  |
| Beschäftigungsprojekte und Hilfsbetriebe               | 1.238.708  |
| Betreuung, Pflege und Hospiz                           | 25.952.448 |
| Menschen mit Behinderung                               | 8.432.046  |
| Pfarrcaritas, youngCaritas und Freiwilliges Engagement | 262.475    |
| Internationale Programme                               | 1.522.602  |
| Schulen und Lehrgänge                                  | 1.066.984  |
| SUMME                                                  | 49.455.052 |

Der Spendenanteil ist in den einzelnen Wirkungsbereichen recht unterschiedlich:
| Hier fehlt eine Grafik, die leider im Moment aus technischen Gründen nicht angezeigt werden kann. Wir arbeiten daran! Menschen in Not | Hier fehlt eine Grafik, die leider im Moment aus technischen Gründen nicht angezeigt werden kann. Wir arbeiten daran! Integration | Hier fehlt eine Grafik, die leider im Moment aus technischen Gründen nicht angezeigt werden kann. Wir arbeiten daran! Familie | Hier fehlt eine Grafik, die leider im Moment aus technischen Gründen nicht angezeigt werden kann. Wir arbeiten daran! Kinder&Jugend |

| Hier fehlt eine Grafik, die leider im Moment aus technischen Gründen nicht angezeigt werden kann. Wir arbeiten daran! Beschäftigung | Hier fehlt eine Grafik, die leider im Moment aus technischen Gründen nicht angezeigt werden kann. Wir arbeiten daran! Pflege | Hier fehlt eine Grafik, die leider im Moment aus technischen Gründen nicht angezeigt werden kann. Wir arbeiten daran! Behinderung | Hier fehlt eine Grafik, die leider im Moment aus technischen Gründen nicht angezeigt werden kann. Wir arbeiten daran! youngCaritas | Hier fehlt eine Grafik, die leider im Moment aus technischen Gründen nicht angezeigt werden kann. Wir arbeiten daran! International | Hier fehlt eine Grafik, die leider im Moment aus technischen Gründen nicht angezeigt werden kann. Wir arbeiten daran! Schulung |